# Järnklevevattnet
Järnklevevattnet är en sjö i Uddevalla kommun i Bohuslän och ingår i Bäveån-Örekilsälvens kustområde. Sjön är 3,5 meter djup, har en yta på 0,019 kvadratkilometer och är belägen 20 meter över havet.